# Долорес Накова
Долорес Здравкова Накова (болг. Долорес Здравкова Накова; нар. 15 червня 1957, Русе) — болгарська спортсменка, академічна веслувальниця, бронзова призерка Олімпійських ігор з академічного веслування в четвірці парній з рульовим, чемпіонка і призерка чемпіонатів світу.

## Спортивна кар'єра
На чемпіонаті світу 1978 року в Карапіро Накова у складі команди стала чемпіонкою в змаганнях четвірок парних з рульовою. 
На чемпіонаті світу 1979 стала срібною призеркою в змаганнях четвірок парних з рульовою.
На Олімпійських іграх 1980, за відсутності на Олімпіаді через бойкот ряду команд західних та ісламських країн, Накова у складі четвірки парної з рульовою у фінальному заїзді прийшла до фінішу третьою, завоювавши разом з подругами Мар'яною Сербезовою, Анкою Баковою, Румеляною Бончевою та рульовою Анкою Георгієвою бронзову нагороду.
1981 року на чемпіонаті світу у складі команди в змаганнях четвірок парних з рульовою була п'ятою.